# Unterkulm
Unterkulm (schweizertyska: Chulm) är en ort och kommun i kantonen Aargau, Schweiz. Kommunen har 3 600 invånare (2023).
Unterkulm är huvudort i distriktet Kulm.